# 郭维经
郭维经（？—1646年），字六修，号云机。明朝末年至南明官员，江西承宣布政使司龙泉县（今江西省遂川县）人。

## 生平
明熹宗天启五年（1625年），郭维经中进士，授行人。崇祯三年（1630年），任南京御史。建言力陈时弊。崇祯六年（1633年）得罪了权臣温体仁，罢官归乡。后来再被启用。崇祯十七年（1644年），李自成攻入北京，清军入关，他力主拥立福王朱由崧，福王朱由崧在南京即位为弘光帝。他担任应天府丞，历任大理少卿、左佥都御史。巡视中城，专督五城御史。弘光元年（1645年），被张拱日、朱国弼弹劾归乡。隆武帝即位，召他为吏部右侍郎。隆武二年（1646年），晋升为吏部尚书、兵部尚书兼东阁大学士，总理湖广、江西、广东、浙江、福建军务，督师前往赣州。清军破城，他在嵯峨寺自焚而死。

## 延伸阅读
[在维基数据编辑]
 《明史卷二百七十八》，出自《明史》